# Ville Nousiainen
Ville Antero Nousiainen (Kouvola, 5 dicembre 1983) è un fondista finlandese.
Era marito della fondista Mona-Liisa Malvalehto.

## Biografia
In Coppa del Mondo ha esordito il 16 marzo 2003 a Lahti (75°) e ha conquistato il primo podio il 15 dicembre 2007 a Rybinsk (2°).
In carriera ha preso parte a tre edizioni dei Giochi olimpici invernali, Torino 2006 (non conclude la 50 km), Vancouver 2010 (13° nella 15 km, 37° nella 50 km, non conclude l'inseguimento, 10° nella sprint a squadre, 5° nella staffetta) e Soči 2014 (38° nella 15 km, 24° nella sprint), e a sei dei Campionati mondiali, vincendo due medaglie.

## Palmarès

### Mondiali
- 2 medaglie:
  - 2 bronzi (sprint a squadre, staffetta a Liberec 2009)

### Coppa del Mondo
- Miglior piazzamento in classifica generale: 17º nel 2008
- 3 podi (2 individuali, 1 a squadre):
  - 2 secondi posti (1 individuale, 1 a squadre)
  - 1 terzo posto (individuale)